# Provincia de Huambo
Huambo es de las 21 provincias en que se encuentra dividida administrativamente Angola. Tiene una extensión de 34 274 km², y una población de 1 896 147 habitantes, según datos del censo de 2014.
Jonás Savimbi quiso hacer de la cabecera provincial la capital de Angola. Junto con Bié, fue una de las provincias que más sufrió la guerra civil siendo tomada por ambos bandos en distintas ocasiones.
La capital de la provincia, antigua Nueva Lisboa, lleva el mismo nombre y las autoridades hablan de que ya concentra casi 1.000.000 de habitantes. Cuenta con hoteles de estándar occidental. A diferencia de Luanda es una ciudad organizada y tranquila donde se puede pasear por calles arboladas y bien iluminadas.

## Municipios con población estimada en julio de 2018
- Bailundo 336,806
- Caála 320,019
- Catchiungo 138,020
- Ecunha 94,403
- Huambo 815,685
- Londuimbale 153,529
- Longonjo 105,339
- Mungo 129,706
- Tchikala-Tcholohanga 118,541
- Tchinjenje 34,816
- Ukuma 62,966

## Municipios
La provincia está dividida administrativamente en once municipios y 26 comunas:
| Municipios           | Comunas                                                     | Área (km²) | Población |
| -------------------- | ----------------------------------------------------------- | ---------- | --------- |
| Huambo               | Huambo Calima Chipipa                                       | 2 609      | 665 574   |
| Bailundo             | Bailundo (ex- Teixeira da Silva) Bimbe Hengue Luvemba Lunge | 7 065      | 282 150   |
| Caála                | Caála Calenga Catata Cuima                                  | 3 680      | 259 483   |
| Ecunha               | Ecunha Quipeio                                              | 1 677      | 78 848    |
| Londuimbale          | Londuimbale Kumbila (Katukuluca) Galanga Ussoque Alto Hama  | 2 698      | 124 448   |
| Katchiungo           | Catchiungo (ex-Bela Vista) Tchinhama Tchiumbo               | 2 947      |           |
| Tchinjenje           | Quingenge Chiaca                                            | 800        | 28 197    |
| Mungo                | Mungo Cambuengo                                             | 5 400      | 110 429   |
| Ucuma                | Ucuma Cacoma Mundundo (Eleva)                               | 1 600      | 42 687    |
| Tchicala-Tcholohanga | Tchicala Mbave Sambo Samboto (Hungulo)                      | 4 380      | 101 914   |
| Longonjo             | Longonjo Chilata Iava Catabola Lépi                         | 2 915      | 86 795    |